# 로버트 무가베
로버트 게이브리얼 무가베(영어: Robert Gabriel Mugabe, 1924년 2월 21일~2019년 9월 6일)는 짐바브웨의 정치인이다.
1980년 4월 짐바브웨가 정식으로 건국되면서 총리를 맡아 실권을 가졌으며, 1987년부터 총리제를 폐지하고 대통령이 되어 2017년까지 30년 넘게 짐바브웨를 통치했었다. 그러나 2008년과 2013년 대통령 선거에 대해 정통성에 대한 논란이 제기되고 있다.

## 생애

### 생애 초반
솔즈베리(하라레) 부근의 농촌에서 태어났고 로마 가톨릭 교회 신자였던 그는 로마 가톨릭 교회에서 세운 학교를 다닌 후, 남아프리카 연방의 포트헤어 대학교를 졸업하였고, 영국으로 건너가 옥스퍼드 대학교에서 수학하기도 했다.

## 정치 활동
학창시절부터 흑인 민족주의 운동에 참여했으며, 가나에서 교사로 재직하다가 가나가 영국에서 독립하는 것을 지켜보았다. 곧바로 로디지아로 돌아와 독립 운동에 참여하였다. 처음에는 짐바브웨 아프리카 인민 연맹(ZAPU)에 참여했으나, 결별하고 1963년 짐바브웨 아프리카 민족 연맹(ZANU) 창립에 참여하여 간부가 되었다. 그러나 1964년 과한 언동을 했다는 이유로 체포되어 10년간 수감되었다.
다만 독립 운동을 주동한 인물은 카난 바나나이며 무가베는 그런 바나나의 부하 내지는 조력자의 위치에서 함께 독립운동을 했다. 그래서 훗날 짐바브웨가 독립하자 카난 바나나가 대통령, 로버트 무가베가 총리가 된 것이다.

### 총선거 승리
1974년 석방 후 ZANU 의장에 취임하였다. 1976년 그가 이끄는 ZANU와 조슈아 은코모가 이끄는 ZAPU가 연합하여 애국전선(PF)을 결성했으며, 애국전선은 모잠비크 등 외국에 근거지를 두고 백인 정권에 대해 무장 투쟁을 전개했다. 그러나 백인인 이언 스미스 총리는 애국전선을 배제하고 국내의 흑인 온건세력과 협상하여 1979년 총선을 치렀다.
이에 애국전선은 총선 무효화를 주장하여 1980년 다시 총선이 치러졌으며, 그가 이끄는 ZANU가 최다 의석을 확보, 그는 그 해 4월 건국된 짐바브웨에서 카난 바나나가 대통령이 되자 짐바브웨의 초대 총리로 취임해서 카난 바나나를 보좌했다.

### 총리 재직 시절
초기에 무가베는 은코모가 이끄는 애국전선과 연정을 구성했고, 백인들의 정치참여도 보장하며 유화적인 정책을 취했다. 경제 개발을 위한 정책을 내놓고 흑인들의 생활을 향상시킬 수 있었다.
그러나 1982년 은코모를 연정에서 축출했으며, 흑인들간의 민족 대립으로 혼란에 빠졌으며, 짐바브웨 경제에서 필수적인 역할을 하던 백인들은 짐바브웨를 떠나며 국가 경제는 파탄상태에 이르렀다. 그런데도 무가베는 차츰 독재 정책을 취하며 국내외의 비난을 받았다.
이후 1987년 대통령인 카난 바나나를 동성애 혐의로 체포한 후 교도소에 수감시키면서 쿠데타를 일으켰으며 이 쿠데타를 통해 대통령에 취임했다.

## 대통령 재임시
1987년 자신의 ZANU와 은코모가 이끌던 애국 전선을 통합하여 짐바브웨 아프리카 민족 연맹 - 애국 전선(ZANU-PF)으로 개편하였고, 다른 당들의 활동을 불법화하며 1당 독재 체제를 구축했다. 나라 정체를 의원내각제에서 1당 독재의 대통령제로 바꾸어, 총리제를 폐지하고 대통령에 모든 권한을 집중시키도록 하며 그 자신이 대통령에 취임하였다.
이후 공산주의자로써, 마오쩌둥의 계획경제체제를 받아들이고, 1990년대에는 일당독재의 마르크스주의 국가로 건설하려고 했으나, 국제 사회의 압력으로 뜻을 이루지 못했다. 1990년 3월과 1996년 3월 대통령 선거에서는 80~90%의 득표율로 당선되었다.
국제 여론의 악화로 2000년 총선에서는 야당의 참여를 허용하였으며, 모건 창기라이가 이끄는 민주변화운동(MDC)이 약진하였다. 그런 가운데 그 무렵 그는 백인들의 토지를 무상으로 몰수하여 국가 경제를 더 큰 혼란에 빠졌으나 한편 백인 대지주들의 착취에 시달리던 흑인 빈농들에게 토지를 나누어주어 빈농들에게 식량을 자급자족할 수 있게 해줌으로써 흑인들의 큰 지지를 받았다.
2002년 3월 대통령 선거에서는 모건 창기라이와 격돌했으나, 다시 다수표를 얻으며 당선되었다. 짐바브웨의 경제 상황은 더욱 악화되어 아프리카에서도 가장 가난한 나라 중 하나로 전락하였으나, 그와 그의 부인 그레이스는 호화 생활을 하며 외국으로 많은 재산을 빼돌려 물의를 빚었다. 각국의 경제 제재와 식량난으로 초인플레이션 상황에 직면하자 여러 차폐 화폐개혁을 실행했으나 경제 혼란은 더욱 심해졌다.
2007년 여당과 야당의 합의하에 헌법을 개정하여 대통령 임기를 6년에서 5년으로 변경하였고, 이후 2008년 3월 총선과 대선을 맞이하였다.

### 2008년 대통령 선거
총선에서는 창기라이가 이끄는 민주변화운동이 최다 의석을 확보했고, 대선에서는 창기라이가 47.9%의 득표율로 43.2%를 얻은 무가베를 꺾었다. 이에 그 해 6월 2차 투표가 예정되어 있었으나, 무가베측은 창기라이의 선거운동을 조직적으로 방해하였다. 창기라이는 선거에 부정이 개입되었다며 선거 무효를 주장했으나, 무가베는 선거를 강행, 창기라이가 불참한 가운데 85.5%의 득표율로 당선되어 5번째 대통령 임기를 수행하게 되었다.
이에 대해 국제 사회에서는 이 선거가 무효이며, 짐바브웨에 대한 제재 조치를 강화할 것을 결의하였다. 이에 국내외의 비난에 직면한 무가베는 창기라이측과의 협상을 통해 헌법을 개정하여 총리직을 부활시키고 창기라이를 총리로 임명하였다.

### 2013년 대통령 선거
2013년 7월 31일에 실시된 대통령 선거에서 61.9%의 지지로 재선에 성공했다. 모건 창기라이 후보는 득표율 33.9%로 2위에 올랐다. 그러나 창기라이의 민주변화운동은 선거에 부정이 개입되었다고 주장하며, 보츠와나 정부는 보츠와나 선거감시단이 여러 부정행위를 목격하였다며 남부아프리카개발공동체(SADC) 회의에서 선거 검증이 필요하다는 점을 제기할 계획이라고 밝혔다. 선거 결과가 인정되면 로버트 무가베는 5년 임기를 더 수행하게 되어 8대 대통령에 취임한다.

### 군부 쿠데타로 인한 축출
2017년 11월 15일, 무가베 대통령이 영부인인 그레이스 무가베에게 정권을 이양 하기 위해 군부 출신 부통령 에머슨 음낭가과를 경질한 것을 원인으로 군부에 의한 쿠데타가 일어나 구금되었다. 무가베 전 대통령은 퇴진을 거부하였지만 11월 21일 쿠데타로 인하여 하야 당했다. 그 후 2019년 9월 6일 싱가포르 월드브리지 병원에서 95세를 일기로 숙환으로 사망하였다.

## 비판
국가 경제를 완전히 초토화 시켰다. 경제가 어려워지자 지폐를 계속 발행해서 마구 뿌렸으며 이로 인해 상상을 초월하는 물가상승율을 기록했다. 이 때문에 짐바브웨 달러는 세계에서 가장 가치가 낮은 화폐로 전락했다. 훗날 이와 비슷하게 베네수엘라에서도 니콜라스 마두로가 똑같이 지폐를 계속 발행해서 마구 뿌리는 바람에 베네수엘라 볼리바르는 지폐의 가치가 아닌 지폐에 사용한 종이의 무게대로 환율을 정하는 일이 발생했다. 실제로 짐바브웨 달러의 가치는 매우 낮아서 1,050,000,0000000000 짐바브웨 달러가 계란 3개 가격(계란 1개 당 350,000,000,000 짐바브웨 달러)으로 전락하고 말았다.  

## 기타
- 중국 공산당 측에서 시가 12억원 상당의 캠핑카를 로버트 무가베에게 선물했다.
- 흑인 우월 주의에 빠진 인물로 가마를 하나 만들어서 자국 내에 체류 중인 백인 사업가들을 체포해다 자신이 그 가마를 타고 그 백인 사업가들을 가마꾼으로 활용했다.

## 역대 선거 결과
| 선거명      | 직책명          | 대수 | 정당                                    | 1차 득표율 | 1차 득표수  | 2차 득표율 | 2차 득표수  | 결과 | 당락 |
| ----------- | --------------- | ---- | --------------------------------------- | ---------- | ----------- | ---------- | ----------- | ---- | ---- |
| 1990년 선거 | 짐바브웨 대통령 | 2대  | 짐바브웨 아프리카 민족 연맹 - 애국 전선 | 83.05%     | 2,026,976표 |            |             | 1위  |      |
| 1996년 선거 | 짐바브웨 대통령 | 2대  | 짐바브웨 아프리카 민족 연맹 - 애국 전선 | 92.76%     | 1,404,501표 |            |             | 1위  |      |
| 2002년 선거 | 짐바브웨 대통령 | 2대  | 짐바브웨 아프리카 민족 연맹 - 애국 전선 | 56.20%     | 1,685,212표 |            |             | 1위  |      |
| 2008년 선거 | 짐바브웨 대통령 | 2대  | 짐바브웨 아프리카 민족 연맹 - 애국 전선 | 43.24%     | 1,079,730표 | 90.22%     | 2,150,269표 | 1위  |      |
| 2013년 선거 | 짐바브웨 대통령 | 2대  | 짐바브웨 아프리카 민족 연맹 - 애국 전선 | 61.88%     | 2,110,434표 |            |             | 1위  |      |